# Hungría en los Juegos Paralímpicos de Río de Janeiro 2016
Hungría estuvo representada en los Juegos Paralímpicos de Río de Janeiro 2016 por un total de 43 deportistas, 19 hombres y 24 mujeres.

## Medallistas
El equipo paralímpico húngaro obtuvo las siguientes medallas:
| Nombre                                             | Deporte                    | Evento                         |
| -------------------------------------------------- | -------------------------- | ------------------------------ |
| Oro                                                |                            |                                |
| Tamás Tóth                                         | Natación                   | 100 m espalda S9 masculino     |
| Plata                                              |                            |                                |
| Ilona Biacsi                                       | Atletismo                  | 1500 m T20 femenino            |
| Richárd Osváth                                     | Esgrima en silla de ruedas | Florete individual A masculino |
| Richárd Osváth                                     | Esgrima en silla de ruedas | Sable individual A masculino   |
| Gyöngyi Dani Zsuzsanna Krajnyák Éva Andrea Hajmási | Esgrima en silla de ruedas | Florete por equipos femenino   |
| Bianka Pap                                         | Natación                   | 100 m espalda S10 femenino     |
| Tamás Sors                                         | Natación                   | 200 m estilos SM9 masculino    |
| Róbert Suba                                        | Piragüismo                 | KL1 masculino                  |
| András Csonka                                      | Tenis de mesa              | Individual 8 masculino         |
| Bronce                                             |                            |                                |
| Zsuzsanna Krajnyák                                 | Esgrima en silla de ruedas | Florete individual A femenino  |
| Gyöngyi Dani Zsuzsanna Krajnyák Amarilla Veres     | Esgrima en silla de ruedas | Espada por equipos femenino    |
| Nándor Tunkel                                      | Levantamiento de potencia  | –49 kg masculino               |
| Zsófia Konkoly                                     | Natación                   | 100 m mariposa S9 femenino     |
| Bianka Pap                                         | Natación                   | 200 m estilos SM10 femenino    |
| Zsolt Vereczkei                                    | Natación                   | 50 m espalda S5 masculino      |
| Tamás Tóth                                         | Natación                   | 100 m libre S9 masculino       |
| Tamás Sors                                         | Natación                   | 100 m mariposa S9 masculino    |
| Péter Pálos                                        | Tenis de mesa              | Individual 11 masculino        |